# Озёркин, Павел Гурьевич
Озеркин, Павел Гурьевич — советский деятель внутренней безопасности, депутат Совета Национальностей Верховного Совета СССР.

## Биография
Родился в 1899 году; место рождения — с. Борки Зарайского уезда Рязанской губернии. Национальность — русский.
Член ВКП(б) c 12.1917. Состоял в комсомоле. Служил в Красной Армии с 1918 по 1920 
В органах ВЧК−ОГПУ−НКВД с 1920. С 1921 по 1922 в Новохопёрске, с 1922 по 1928 в Воронеже, с 1928 по 1930 в Льгове, в 1931-1932 гг. в Орле, с 1932 по 1934 в Ярославле, затем 2 года в Костроме. 
На 23.02.1936 работал в органах государственной безопасности Ивановской области. С 30.07.1937 по 28.01.1939 — нарком внутренних дел Калмыцкой АССР. 28.01.1939 зачислен в действующий резерв. С 23.02.1936 — старший лейтенант государственной безопасности согласно Приказу НКВД СССР № 102 от 23.02.1936.
Депутат Верховного Совета СССР 1 созыва.
Арестован 01.1939. Осуждён 10.1939. Решение: дело прекращено, освобождён.
Умер в Воронеже 07.01.1952.